# مايك تيسون
مايك تيسون (بالإنجليزية: Mike Tyson)‏ هو لاعب كرة قاعدة أمريكي، ولد في 13 يناير 1950 في روكي ماونت في الولايات المتحدة.

## وصلات خارجية
- مايك تيسون على موقعبيزبول رفرنس.كوم (الدوري الرئيسي) (الإنجليزية)
- مايك تيسون على موقع مشجعي الرسوم البيانية (الإنجليزية)